# Daniel Radcliffe
Daniel Jacob Radcliffe (ur. 23 lipca 1989 w Londynie) – brytyjski aktor, który zyskał światową sławę jako odtwórca tytułowej roli w serii filmów o Harrym Potterze.

## Życiorys
Urodził się w Fulham, w dzielnicy w zachodnim Londynie. Jest synem Marcii Jeannine Gresham (z domu Jacobson), agentki ds. obsady, i Alana George’a Radcliffe’a, agenta literackiego. Jego matka pochodziła z rodziny żydowskich emigrantów (z Rosji i Polski), urodziła się w Południowej Afryce i wychowała w Westcliff-on-Sea w Esseksie. Jego ojciec wychował się w Banbridge w Irlandii Północnej, w rodzinie protestanckiej.
Uczęszczał do City of London School i Sussex House School.
Kiedy miał osiem lat, wziął udział w castingu do roli w filmie Oliver Twist (1997). Na ekranie zadebiutował jednak dopiero rolą małego Davida w telewizyjnej adaptacji BBC One powieści Karola Dickensa David Copperfield (1999).

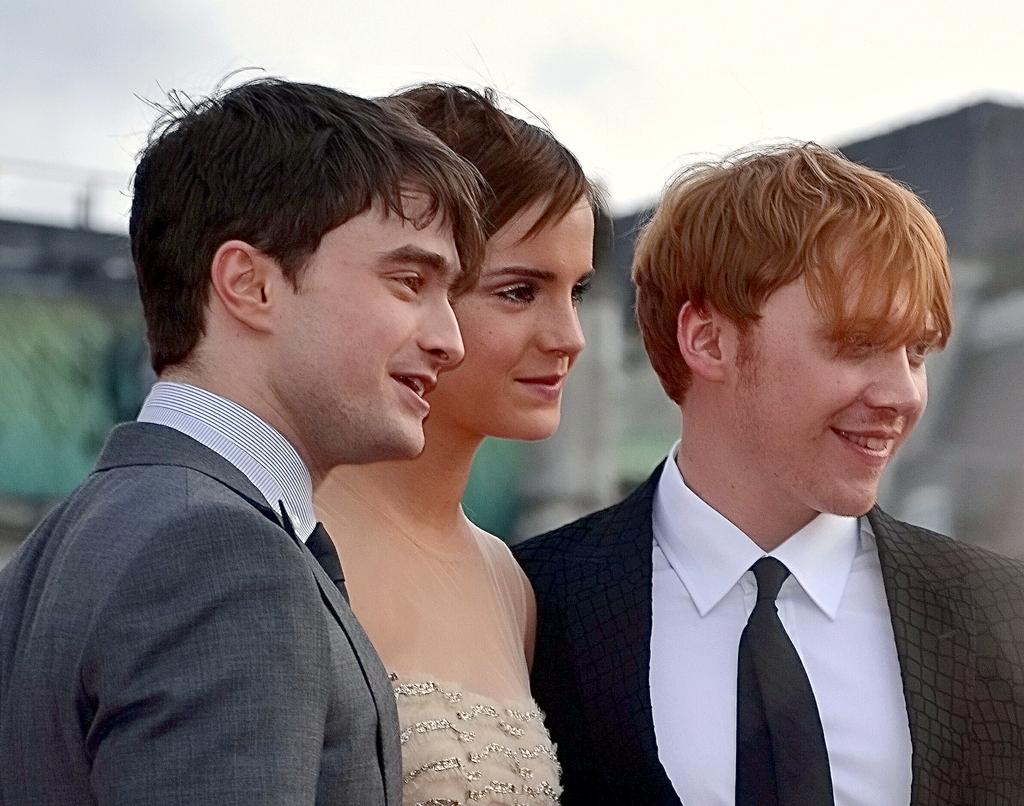
Radcliffe, Emma Watson i Rupert Grint na światowej premierze filmu Harry Potter i Insygnia Śmierci: Część II w Londynie (2011)

Dostrzeżony przez reżysera Chrisa Columbusa, został obsadzony w tytułowej roli w filmie fantasy Harry Potter i Kamień Filozoficzny, ekranizacji powieści J.K. Rowling o tym samym tytule. Choć zdobył uznanie autorki książek, część krytyków negatywnie oceniała jego aktorskie umiejętności. Po sukcesie pierwszej części wystąpił w pozostałych siedmiu odsłonach serii, tj. w filmach: Harry Potter i Komnata Tajemnic (2002), Harry Potter i więzień Azkabanu (2004), Harry Potter i Czara Ognia (2005), Harry Potter i Zakon Feniksa (2007), Harry Potter i Książę Półkrwi (2009) oraz pierwszej (2010) i drugiej (2011) części filmu Harry Potter i Insygnia Śmierci.
W międzyczasie zagrał w dreszczowcu Johna Boormana Krawiec z Panamy (2001) u boku Pierce’a Brosnana, Geoffreya Rusha i Jamie Lee Curtis. W 2002 zagrał w sztuce The Play What I Wrote w reżyserii Kennetha Branagha. W 2006, w wieku 17 lat debiutował na scenie Broadwayu jako Alan Strang w spektaklu Petera Shaffera Equus. Zagrał w filmie Grudniowi chłopcy (December Boys, 2007) o grupce osieroconych nastolatków. W melodramacie biograficznym Na śmierć i życie (Kill Your Darlings, 2013) wcielił się w rolę homoseksualnego poety pochodzenia żydowskiego Allena Ginsberga. W dramacie biograficznym Dżungla (Jungle, 2017) zagrał autentyczną postać poszukiwacza przygód Yossiego Ghinsberga, który przetrwał trzy tygodnie bez zaopatrzenia i wyposażenia na niezbadanym terytorium.
Za rolę Charleya Kringasa w musicalu Merrily We Roll Along (2022) w New York Theatre Workshop otrzymał w 2024 nagrodę Tony dla najlepszego aktora drugoplanowego w musicalu.

## Życie prywatne
Deklaruje się jako sojusznik społeczności LGBT, feminista i ateista.
Wspiera hospicjum dziecięce Damelza House. W jednym z wywiadów ujawnił, że cierpi na łagodną odmianę dyspraksji. Zmaga się także z lękiem.

## Filmografia
- 1999: David Copperfield jako młody David
- 2001: Krawiec z Panamy (The Tailor of Panama) jako Mark Pendel
- 2001: Harry Potter i Kamień Filozoficzny (Harry Potter and the Sorcerer’s Stone) jako Harry Potter
- 2002: Harry Potter i Komnata Tajemnic (Harry Potter and the Chamber of Secrets) jako Harry Potter
- 2004: Harry Potter i więzień Azkabanu (Harry Potter and the Prisoner of Azkaban) jako Harry Potter
- 2005: Harry Potter i Czara Ognia (Harry Potter and the Goblet of Fire) jako Harry Potter
- 2005: Foley & McColl: This Way Up jako nadzorca parkingu
- 2006: The Children’s Party at the Palace jako Harry Potter
- 2007: Harry Potter i Zakon Feniksa (Harry Potter and the Order of the Phoenix) jako Harry Potter
- 2007: Grudniowi chłopcy (December Boys) jako Maps
- 2007: Mój syn Jack (My Boy Jack) jako John „Jack” Kipling
- 2009: Harry Potter i Książę Półkrwi (Harry Potter and the Half-Blood Prince) jako Harry Potter
- 2010: Harry Potter i Insygnia Śmierci: Część I (Harry Potter and the Deathly Hallows: Part 1) jako Harry Potter
- 2010: Harry Potter and the Forbidden Journey jako Harry Potter
- 2011: Harry Potter i Insygnia Śmierci: Część II (Harry Potter and the Deathly Hallows: Part 2) jako Harry Potter
- 2012: Kobieta w czerni (The Woman in Black) jako Arthur Kipps
- 2012: Zapiski młodego lekarza (A Young Doctor’s Notebook) jako młody dr Vladimir Bomgard
- 2013: Na śmierć i życie (Kill Your Darlings) jako Allen Ginsberg
- 2013: Rogi (Horns) jako Ig Perrish
- 2013: Słowo na M (What If) jako Wallace
- 2015: Victor Frankenstein jako Igor
- 2015: The Gamechangers jako Sam Houser
- 2015: Wykolejona (Trainwreck) jako wyprowadzający psa
- 2016: Iluzja 2 (Now You See Me 2) jako Walter Malbry
- 2016: Imperium(inne języki) jako Nate Foster
- 2016: Człowiek-scyzoryk (Swiss Army Man) jako Manny
- 2017: Dżungla (Jungle) jako Yossi Ghinsberg
- 2017: Lost in London jako on sam
- 2018: Beast of Burden jako Sean Haggerty
- 2019: Guns Akimbo jako Miles
- 2019: Cudotwórcy (Miracle Workers) jako Craig
- 2020: Ucieczka z Pretorii (Escape from Pretoria) jako Tim Jenkin
- 2020: Unbreakable Kimmy Schmidt: Kimmy kontra Wielebny (Unbreakable Kimmy Schmidt: Kimmy vs. the Reverend) jako Książę Frederick
- 2020: Cudotwórcy: Szlak oregoński (Miracle Workers: Oregon Trail) jako Ezekiel Brown
- 2022: Lost City Of D jako Abigail Fairfax

## Nagrody i nominacje
- Nagroda Saturn dla najlepszego młodego aktora:
  - Harry Potter i więzień Azkabanu (2004) – nominacja
  - Harry Potter i Komnata Tajemnic (2002) – Grammy 2007
  - Harry Potter i Kamień Filozoficzny (2001) – nominacja

- Critics’ Choice Movie Awards dla najlepszego młodego aktora:
  - Harry Potter i więzień Azkabanu (2004) – nominacja
  - Harry Potter i Kamień Filozoficzny (2001) – nominacja

- Golden Apple dla odkrycia roku:
  - Harry Potter i Kamień Filozoficzny (2001) – wygrana

- MTV Movie Award dla odkrycia roku:
  - Harry Potter i Kamień Filozoficzny (2001) – nominacja
  - Harry Potter i Insygnia Śmierci: Część II (2012) – wygrana

- Nagroda Magazynu Empire dla najlepszego debiutu
  - Harry Potter i Kamień Filozoficzny (2001) – nominacja (razem z Emmą Watson i Rupertem Grintem)